# MRT 1
MRT 1 - македонський телеканал македонської телерадіокомпанії. Існує з 1964 року під назвами TV Skopje (1964-1978), TVS 1 (1978-1991), MTV 1 (1991-2012). Мовлення здійснюється македонською мовою.